# Радичево
Радичево (мкд. Радичево) је насеље у Северној Македонији, у југоисточном делу државе. Радичево је у саставу општине Васиљево.

## Географија
Радичево је смештено у југоисточном делу Северне Македоније. Од најближег града, Струмице, насеље је удаљено 12 km северно.
Насеље Радичево се налази у историјској области Струмица. Насеље је положено на северозападном ободу плодног Струмичког поља, на месту где оно прелази у Радовишко поље ка северу. Западно од насеља издиже се планина Смрдеш. Надморска висина насеља је приближно 320 метара.
Месна клима је блажи облик континенталне због близине Егејског мора (жарка лета).

## Становништво
Радичево је према последњем попису из 2002. године имало 590 становника.
Претежно становништво у насељу су етнички Македонци (97%), а мањина су Турци (2%). Турци су до почетка 20. века чинили половину становништва, али су се потом спонтано иселили у матицу.
| Националност | Становника |
| Македонци    | 575        |
| Албанци      | 0          |
| Турци        | 12         |
| Роми         | 0          |
| Цинцари      | 1          |
| Срби         | 2          |
| остали       | 0          |

Претежна вероисповест месног становништва је православље.